# Асоціація письменників детективного жанру
Асоціація письменників детективного жанру (англ. The Crime Writers' Association (CWA)) — британська спеціалізована авторська літературна організація, найвідоміша завдяки своїм нагородам «Золотий кинджал» за найкращий детективний роман року та «Діамантовий Кинджал Картьє», який присуджують автору за життєві досягнення. Асоціація також сприяє кримінальному направленню художньої та наукової літератури, проводить щорічні конкурси, літературні фестивалі та встановлює зв'язки з бібліотеками, книготорговцями та іншими організаціями письменників, як у Великій Британії, так і за її межами. Асоціацію заснував англійський письменник Джон Крізі в 1953 році. На 2020 рік асоціація налічує понад 800 членів.
Асоціація дає можливість своїм членам спілкуватися на своїй щорічній конференції та через регіональні відділення, а також через спеціальні канали соціальних мереж і приватний вебсайт. Біографічні події членів асоціації і загальні новини публікуються на вебсайті, що також містить функцію «Знайти автора», де перелічено членів асоціації та надається інформація про них, їхні книги та нагороди. Видає щомісячний журнал під назвою «Red Herrings» виключно для членів асоціації. Асоціація керує дочірньою організацією, орієнтованою на читачів кримінальної та наукової літератури, яка називається «Асоціація читачів криміналу» (Crime Reader's Association). Будь-хто може до неї приєднатися безплатно та отримувати два цифрові щомісячні журнали: «Case Files» та інформаційний бюлетень. На сайті «Асоціації читачів криміналу» є блоги, оповідання та профілі авторів.
Щорічне членство доступне для будь-якого автора, який опублікував кримінальний роман за традиційним видавничим контрактом або на розсуд комітету. При цьому асоційоване та корпоративне членство також пропонується приватним особам та організаціям у видавничій галузі, таким як редактори, блогери, літературні агенти та видавці. Тимчасове членство пропонується авторам, які мають контракт із видавництвом, але чия книга ще не опублікована. Асоціація дає змогу письменникам зв'язуватися один з одним за допомогою різних засобів, пропагує кримінальне мистецтво щорічними нагородами та організовує соціальні заходи. Вона також підтримує письмові групи, фестивалі та літературні заходи через своїх авторів. Основними цілями асоціації є популяризація кримінального жанру та підтримка професійних письменників. Асоціація надає соціальну та професійну підтримку своїм членам понад півстоліття, а також призначає і керує престижними преміями («Кинджали»).
Щороку влітку асоціація активно анонсує Національний місяць читання творів про злочини. Вона випустила багато збірок кримінальних творів, переважно художньої літератури, проте іноді збірки містили й справжню кримінальну справу. 2003 року була видана збірка «Таємні задоволення» до Золотого ювілею асоціації. Кримінальна антологія «Первородні гріхи» 2010 року від видатної добірки британських письменників, була видана видавництвом Severn House. 2013 року була опублікована антологія «Смертельні задоволення», а в 2015 році — «Справжні злочинні історії». «Містичний тур» був опублікований у грудні 2018 року, а «Вінтажний злочин» — у 2020 році.
Повсякденне управління асоціацією здійснюється з Колчестера, а офіційні бухгалтери знаходяться за адресою асоціації на Вільям-роуд у Лондоні. Архіви асоціації зберігаються в бібліотеці Гладстона в Гавардені (Hawarden) (Флінтшир, Уельс).

## «Кинджали»
Нагороди Асоціації «Кинджали», «найкращі кримінальні нагороди Великої Британії», були започатковані в 1955 році, менш ніж через два роки після заснування асоціації. З роками кількість «Кинджалів» зросла: тепер щорічно присуджують 11 таких нагород. Лонг-листи Кинджалів традиційно оголошуються на міжнародній літературній конференції CrimeFest у Бристолі в травні, шорт-листи на лондонській події влітку та переможці оголошуються на вечері з приводу нагород Кинджалів, яка зазвичай проходить у жовтні в Лондоні.

### Перелік нагород
- «Золотий кинджал» (англ. The CWA Gold Dagger) — премія за найкращий детективний роман року. Присуджують з 1960 року.
- «Сталевий кинджал Яна Флемінга» (англ. The CWA Ian Fleming Steel Dagger) — премія за найкращий трилер, вперше опублікований у Великій Британії.
- «Новий закривавлений кинджал» (англ. CWA New Blood Dagger) — премія за твори детективного жанру, які раніше не були опубліковані.
- «Золотий кинджал для нехудожніх творів» (англ. CWA Gold Dagger for Non-Fiction) — премія за найкращий у році нехудожній твір детективної літератури.
- «Кинджал у бібліотеці» (англ. Dagger in the Library) — премія конкретному «живому автору, який приніс найбільше задоволення читачам».
- «Історичний кинджал» (англ. CWA Historical Dagger; також англ. CWA Endeavor Historical Dagger, англ. Ellis Peters Historical Dagger, англ. Ellis Peters Historical Award) — премія за найкращий історичний детективний роман року.
- «Кинджал оповідань» (англ. Short Story Dagger) — премія за будь-яке кримінальне оповідання, яке вперше була опублікована у Великій Британії англійською мовою у виданні, яке оплачує внески, або транслюється у Великій Британії в обмін на оплату протягом періоду суддівства премії.
- «Інтернаціональний кинджал» (англ. CWA International Dagger, також англ. Duncan Lawrie International Dagger) — літературна премія, яку щорічно з 2006 року присуджують за найкращий перекладений роман детективного жанру в році.
- «Дебютний кинджал» (англ. The Debut Dagger) — літературна нагорода, якою нагороджується кримінальний роман (3000 слів плюс синопсис), конкурс на яку проходить з осені по 28 лютого щороку, у ньому можуть взяти участь твори тих авторів, хто ще не опублікував повнометражний роман.
- «Кинджал видавця року» (англ. The Publisher of the Year Dagger) — нагорода, за яку проголосувала група критиків, організаторів фестивалю, блогерів, книгопродавців та авторів.

Особливою нагородою була участь в церемонії «Премії кримінального трилера» (2008—2014 роки).